# Шого Камо
Шого Камо (јап. 加茂 正五; 12. децембар 1915 — 14. септембар 1977) био је јапански фудбалер.

## Каријера
Током каријере је играо за Васеда ВМВ.

## Репрезентација
За репрезентацију Јапана дебитовао је 1936. године. Учествовао је и на олимпијским играма 1936. За тај тим је одиграо 2 утакмице.

## Статистика
| Јапан  | Јапан   | Јапан  |
| Година | Наступи | Голови |
| ------ | ------- | ------ |
| 1936.  | 2       | 0      |
| Укупно | 2       | 0      |